# День эрзянского языка
День Эрзянского языка (эрз. Эрзянь Келень Чи) — современный эрзянский национальный праздник. Был учреждён в 1993 году Фондом спасения эрзянского языка имени А. П. Рябова (Саранск). Празднуется 16 апреля, в день рождения автора эрзянского алфавита, первого эрзянского профессора Анатолия Павловича Рябова.
День эрзянского языка празднуется не только в Мордовии, где эрзянский наравне с русским и мокшанским языком являются государственными языками, но и в других местах компактного проживания эрзян: Нижегородская, Самарская, Московская, Челябинская, Мурманская. Также традиционными стали празднования и за рубежом: Эстония (Эрзянское общество «Сятко»), Финляндия. В Москве организаторами мероприятий является РОО «Эрзянь вайгель» («Голос эрзи»), в Санкт-Петербурге — Объединения эрзянских людей «Эле» в Петербурге и Ленинградской области
Официальная программа празднования четко не зафиксирована, и обычно проводится в виде открытых уроков в школах и детских садах, встречи с известными писателями, поэтами, деятелями культуры, концерты. 
Цель мероприятий — показать эрзянский язык и литературу, а также иные национальные достижения. В зале проведения обязательно устанавливают портрет Анатолия Павловича Рябова, делают надписи на эрзянском языке, украшают цветами и национальным флагами. Официальная часть начинается с песни «Тюштя». Обычно в Саранске эту песню исполняет мужской ансамбль «Торама». После зажигается родовая свеча — штатол. Право зажжения свечи даётся почитаемому и известному человеку, после чего подбираются кандидаты в президиум Совета эрзянских старейшин (эрз. Эрзянь атянь эзем).

## Роль А. П. Рябова
Анатолий Павлович Рябов (16 апреля 1894, с. Лобаски, Нижегородская губерния — 23 мая 1938, Саранск) является автором эрзянского алфавита на латинской основе
Он первым разработал и преподавал курсы по эрзянскому литературному языку, о методике эрзянского языка, об истории эрзянского языка.
А. П. Рябов в соавторстве с Е. Д. Поливановым написали книгу «Систематическая описательная грамматика эрзя-мордовского языка». Книга не опубликована. Две её рукописные главы хранятся в архиве АН Чехии (Прага).
А. П. Рябов контактировал с финскими лингвистами, что послужило его аресту. В 1937 году он был обвинен в шпионской деятельности. В 1938 году был расстрелян.
Анатолий Рябов написал около 30 работ по вопросам эрзянского и мокшанского языков.  Среди его трудов: «Эрзянь-сокицянь букварь» (Букварь для эрзянских пахарей) и «Лисьма пря: Букварьде мейле ловнома книга» (Родник: книга для чтения после букваря).

## День эрзянского языка в регионах России и не только
- Чамзинский район. Официальный сайт. //День эрзянского языка (рус.)
- Сельское поселение Балыклыкульский сельсовет. // Эрзянь келень чи — День эрзянского языка. (рус.)
- Администрация Бессоновского района // День эрзянского языка в Пазелской школе. (рус.)
- МБОУ "ЛОБАСКИНСКАЯ СРЕДНЯЯ ШКОЛА // Фотогалерея (недоступная ссылка) (рус.)
- Региональная мордовская национально-культурная автономия Пензенской области. //В селе Пазелки прошел День эрзянского языка (рус.)
- АДМИНИСТРАЦИЯ БОЛЬШЕБОЛДИНСКОГО РАЙОНА // В Большеболдинском районе провели День эрзянского языка (рус.)
- Эрзянь мастор. //ДЕНЬ ЭРЗЯНСКОГО ЯЗЫКА В ПИКШЕНИ (рус.)
- ИА «Башинформ». // В селе Федоровка отметили День эрзянского языка (рус.)
- Kультурная столица финно-угорского мира 2015. // Эрзянский ансамбль «Пизёлне» посетил финно-угорскую культурную столицу (рус.)